# Frederick R. Lehlbach
Frederick Reimold Lehlbach (ur. 31 stycznia 1876 w Nowym Jorku, zm. 4 sierpnia 1937 w Waszyngtonie) – amerykański polityk, członek Partii Republikańskiej.

## Działalność polityczna
Od 1903 do 1905 zasiadał w New Jersey General Assembly. W okresie od 4 marca 1915 do 3 marca 1933 przez dziewięć kadencji był przedstawicielem 10. okręgu, a następnie do 3 stycznia 1937 przez dwie kadencje przedstawicielem 12. okręgu wyborczego w stanie New Jersey w Izbie Reprezentantów Stanów Zjednoczonych.
Jego stryjem był Herman Lehlbach.